# Trimezia itamarajuensis
Trimezia itamarajuensis är en irisväxtart som beskrevs av Pierfelice Ravenna. Trimezia itamarajuensis ingår i släktet Trimezia och familjen irisväxter. Inga underarter finns listade i Catalogue of Life.